# Helena Gilson
Helena Gilson (28 juni 1999) is een Belgisch volleybalster.

## Levensloop
Gilson was actief bij Jaraco As en diens opvolger LVL As-Tongeren. In 2021 maakte ze de overstap naar Asterix Avo Beveren. Met deze club won ze in seizoen 2022-'23 zowel de landstitel als de Beker van België.
Daarnaast was ze actief bij de nationale ploeg. Met de Yellow Tigers nam ze onder meer deel aan het Europees kampioenschap van 2021.
Haar nicht Noa Peeters is eveneens actief in het volleybal.